# Esther (Racine)

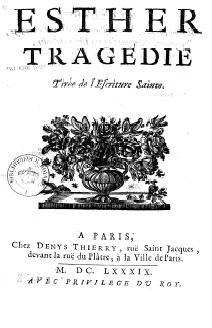
Edición de 1689.

Esther es una tragedia con cantos en 3 actos, obra del dramaturgo francés Jean Racine, se estrenó en 1689.

## Argumento
- Acto I. Tras un prólogo consagrado a la gloria de Luis XIV y de Madame de Maintenon, Esther cuenta a una amiga el modo por el que llegó a ser la favorita de Asuero. Incluso salvó al rey desenmascarando una conspiración, con la ayuda de su padre adoptivo Mardoqueo. Pero precisamente Mardoqueo llega para proporcionarle la información de que el rey, aconsejado por Aman, ha emitido un dictamen que ordena que en el curso de los siguientes días, todos los judíos del reino Persa sean muertos.

- Acto II. Aman cuenta que los judíos han perseguido siempre a los amalecitas, de los que él forma parte. Sin embargo, no es esa la razón que le empuja a eliminar a los judíos, sino la falta de respeto de Mardoqueo, que le niega el saludo todos los días a la entrada del palacio. Pero Asuero se entera en ese momento de que Mardoqueo le salvó en la conspiración anterior. Obliga a Aman a que lleve en triunfo a Mardoqueo. Esther, que desea salvar a su pueblo, solicita a Asuero que vaya con Aman a comer a su casa.

- Acto III. Aman está furioso por haber tenido que llevar a Mardoqueo en triunfo. Sin embargo, toma la invitación de Esther como una atención. Esther revela a Asuero que es judía, que su pueblo no conspira contra él, y que son motivos personales los que mueven a Aman a desear su muerte. Asuero entonces concede a Mardoqueo el puesto de Aman, a quien el pueblo da muerte.

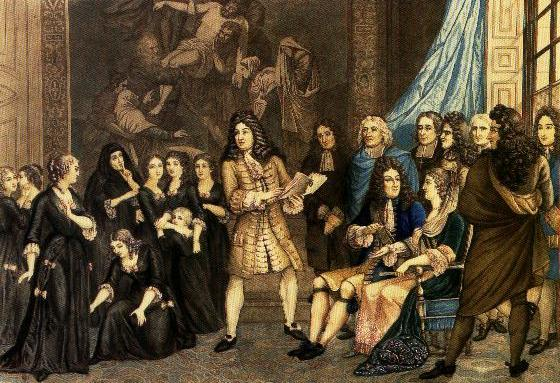
Racine haciendo repetir "Esther" a las alumnas de la Casa Real de Saint-Cyr ante Louis XIV y la propia Madame de Maintenon, que indujo al rey a fundar esa escuela. 1830. Museo de la educación de Rouen.

- Datos: Q746818
- Multimedia: Esther (Racine) / Q746818